# The Twilight of the Golds
Pour plus de détails, voir Fiche technique et Distribution.
The Twilight of the Golds est un film américain réalisé par Ross Kagan Marks, sorti en 1996.

## Fiche technique
- Titre : The Twilight of the Golds
- Réalisation : Ross Kagan Marks
- Scénario : Seth Bass et Jonathan Tolins d'après sa pièce de théâtre
- Musique : Lee Holdridge
- Photographie : Tom Richmond
- Montage : Dana Congdon
- Production : Paul Colichman, John Davimos et Mark R. Harris
- Société de production : Below The Belt Entertainment, Regent Entertainment et Showtime Networks
- Pays d'origine :  États-Unis
- Format : Couleurs - 1,85:1
- Genre : Drame
- Durée : 92 minutes
- Dates de sortie : 
  - États-Unis :  octobre 1996 (festival international du film de Chicago), 23 mars 1997

## Distribution
- Garry Marshall : Walter Gold
- Faye Dunaway : Phyllis Gold
- Jill Bernstein : Suzanne jeune
- Mark Shunkey : David jeune
- Jennifer Beals : Suzanne Stein
- Brendan Fraser : David Gold
- Jon Tenney : Rob Stein
- Sean O'Bryan : Steven
- John Schlesinger : Dr. Adrian Lodge
- Rosie O'Donnell : Jackie
- David Millbern : le docteur des urgences
- Jack Klugman : Mr. Stein
- Patrick Bristow : Brandon